# Градска општина Нишка Бања
Градска општина Нишка Бања је једна од пет градских општина града Ниша. Седиште градске општине је Нишка Бања. Простире се на површини од 146 , а према последњем попису из 2022. имала је 12.940 становника.

## Насељена места
Градска општина Нишка Бања се састоји из 18 насељених места од којих је једно градско, Нишка Бања. Највећа насеља у градској општини су Никола Тесла, затим Нишка Бања, па Јелашница. То су једина насеља са преко хиљаду становника, а од осталих насеља 3 имају између 500 и 1.000 становика (Прва Кутина, Сићево и Просек), 5 између 100 и 500, а 7 имају испод 100 становника. Село Коритњак је на пописима 2002. и 2011. било без становника тј. пусто село, међутим на попису 2022. у селу је забележено 9 становника.
| Насељено место             | Број становника | Број становника | Промена (%) |
| Насељено место             | Попис 2011.     | Попис 2022.     | Промена (%) |
| -------------------------- | --------------- | --------------- | ----------- |
| Банцарево                  | 66              | 39              | -40,91%     |
| Горња Студена              | 322             | 219             | -31,99%     |
| Доња Студена               | 290             | 218             | -24,83%     |
| Јелашница                  | 1.590           | 1.306           | -17,86%     |
| Коритњак                   | 0               | 9               | —           |
| Куновица                   | 49              | 22              | -55,10%     |
| Лазарево Село              | 149             | 112             | -24,83%     |
| Манастир                   | 6               | 4               | -33,33%     |
| Никола Тесла               | 4.651           | 4.374           | -5,96%      |
| Нишка Бања                 | 4.380           | 3.821           | -12,76%     |
| Островица                  | 475             | 351             | -26,11%     |
| Прва Кутина                | 956             | 908             | -5,02%      |
| Просек                     | 599             | 551             | -8,01%      |
| Равни До                   | 56              | 29              | -48,21%     |
| Радикина Бара              | 60              | 47              | -21,67%     |
| Раутово                    | 12              | 8               | -33,33%     |
| Сићево                     | 772             | 740             | -4,15%      |
| Чукљеник                   | 247             | 182             | -26,32%     |
| Градска општина Нишка Бања | 14.680          | 12.940          | -11,85%     |

## Демографија
|             | \| Демографија[1] \| Демографија[1] \| Демографија[1] \| \| Година \| Становника \| Становника \| \| -------------- \| -------------- \| -------------- \| \| 1948. \| 12.406 \| \| \| 1953. \| 12.872 \| \| \| 1961. \| 14.261 \| \| \| 1971. \| 14.497 \| \| \| 1981. \| 14.661 \| \| \| 1991. \| 14.949 \| \| \| 2002. \| 15.359 \| \| \| 2011. \| 14.680 \| \| \| 2022. \| 12.940 \| \| |            |
| Демографија | |            |
| Година      | Становника | Становника |
| 1948.       | 12.406 |            |
| 1953.       | 12.872 |            |
| 1961.       | 14.261 |            |
| 1971.       | 14.497 |            |
| 1981.       | 14.661 |            |
| 1991.       | 14.949 |            |
| 2002.       | 15.359 |            |
| 2011.       | 14.680 |            |
| 2022.       | 12.940 |            |

Градска општина Нишка Бања је према последњем попису из 2022. године имала 12.940 становника што је за 1.740 мање (-11,85%) у односу на претходни попис 2011. на коме је било 14.680 становника. По броју становника је најмања градска општина града Ниша.
Према попису из 2022. већину становништва су чинили Срби који чине 90,67% укупног становништва. Од мањина највише је било Рома (4,37%).
| Етнички састав према попису из 2022.‍ | Етнички састав према попису из 2022.‍ | Етнички састав према попису из 2022.‍ | Етнички састав према попису из 2022.‍ | Етнички састав према попису из 2022.‍ |
| ------------------------------------ | ------------------------------------ | ------------------------------------ | ------------------------------------ | ------------------------------------ |
|                                      |                                      |                                      |                                      |                                      |
| Срби                                 | Срби                                 |                                      | 11.733                               | 90,67%                               |
| Роми                                 | Роми                                 |                                      | 566                                  | 4,37%                                |
| Бугари                               | Бугари                               |                                      | 23                                   | 0,18%                                |
| Југословени                          | Југословени                          |                                      | 13                                   | 0,10%                                |
| Македонци                            | Македонци                            |                                      | 13                                   | 0,10%                                |
| Руси                                 | Руси                                 |                                      | 9                                    | 0,07%                                |
| Украјинци                            | Украјинци                            |                                      | 8                                    | 0,06%                                |
| Остали                               | Остали                               |                                      | 37                                   | 0,29%                                |
| Неизјашњени                          | Неизјашњени                          |                                      | 72                                   | 0,56%                                |
| Непознато                            | Непознато                            |                                      | 466                                  | 3,60%                                |